# Maroua Rahali
Maroua Rahali, née le 28 mars 1988 à Gaâfour, est une boxeuse tunisienne.

## Carrière
Elle représente la Tunisie aux Jeux olympiques d'été de 2012 dans la catégorie poids mouches (moins de 51 kg). Qualifiée directement en quarts de finale, Rahali s'incline quatorze points à six face à l'Indienne Mary Kom.

## Palmarès

### Jeux olympiques
- Qualifiée pour les Jeux de 2012 à Londres, Royaume-Uni

### Coupe d'Afrique des nations
- Médalle d'or à la coupe d'Afrique des nations à Alger en 2010 (catégorie poids mouches)[2]